# Зачепа Іван Іванович
Іван Іванович Зачепа (нар. 7 жовтня 1900, місто Харків — серпень 1976, місто Київ) — радянський діяч органів державної безпеки.

## Біографія
Народився в родині робітника. У серпні 1914 — жовтні 1919 р. — експедитор на Харківському рафінадному заводі. У жовтні 1919 — лютому 1920 р. — військовий керівник Харківського повітового військкомату. У лютому — серпні 1920 р. — начальник господарської команди 227-го окремого батальйону воєнізованої охорони. У серпні — жовтні 1920 р. — курсант політичних курсів при Політичному відділі Південно-Західного фронту.
Член РКП(б) з липня 1920 року.
У жовтні 1920 — березні 1921 р. — уповноважений Краснолуцького повітового політбюро ЧК Донецької губернії. У березні 1921 — березні 1922 р. — помічник начальника Дебальцівського повітового політбюро ЧК Донецької губернії. У березні — жовтні 1922 р. — політбоєць 51-го кавалерійського полку 51-ї Перекопської дивізії РСЧА.
У жовтні 1922 — березні 1923 р. — уповноважений Донецького губернського відділу ДПУ у місті Артемівськ. У березні 1923 — серпні 1925 р. — уповноважений Старобільського окружного відділу ДПУ. У серпні 1925 — жовтні 1928 р. — уповноважений Луганського, Сумського окружних відділів ДПУ. У жовтні 1928 — грудні 1930 р. — заступник начальника Конотопського окружного відділу ДПУ.
У грудні 1930 — жовтні 1932 р. — начальник Ізяславського районного відділу ДПУ. У жовтні 1932 — січні 1935 р. — начальник Чистяковського міського відділу ДПУ-НКВС Донецької області. У січні — серпні 1935 р. — начальник Волочиського районного відділу НКВС Вінницької області. У серпні 1935 — серпні 1936 р. — начальник Бердичівського міського відділу НКВС Вінницької області, начальник Особливого відділу кавалерійської дивізії. У серпні — листопаді 1936 р. — начальник Економічного відділу УДБ УНКВС Чернігівської області. У листопаді 1936 — березні 1937 р. — начальник 3-го відділу УДБ УНКВС Чернігівської області.
У травні 1937 — серпні 1939 р. — начальник Ворошиловського міського відділу НКВС Ворошиловградської області. У серпні — жовтні 1939 р. — заступник начальника УНКВС по Ворошиловградській області. У жовтні — грудні 1939 р. — співробітник НКВС в Західній Україні, місто Луцьк.
У грудні 1939 (офіційно з 29 червня 1940) — 28 березня 1941 р. — начальник Управління НКВС УРСР по Дрогобицькій області. 15 квітня — липень 1941 р. — начальник Управління НКДБ УРСР по Дрогобицькій області.
У червні 1941 — грудні 1942 р. — начальник Прифронтової полоси УНКВС у Сталінській області. У грудні 1942 — серпні 1943 р. — в УНКВС СРСР по Саратовській області. У серпні — грудні 1943 р. — в УНКДБ СРСР по Молотовській області.
10 грудня 1943 — 5 травня 1948 р. — начальник Управління НКДБ (МДБ) СРСР по Молотовській області. Знятий з посади і виключений з ВКП(б) у травні 1948 року за зловживання під час проведення грошової реформи.
У серпні 1948 — листопаді 1952 р. — начальник відділу кадрів комбінату «Українвуглебуд». У травні 1951 року поновлений у ВКП(б). У листопаді 1952 — листопаді 1955 р. — начальник об'єднаного загону охорони комбінату «Українвуглебуд». З листопада 1955 р. — пенсіонер в місті Києві.

## Звання
- старший лейтенант держбезпеки (23.03.1936)
- капітан держбезпеки (11.01.1940)
- підполковник держбезпеки (11.02.1943)
- полковник держбезпеки (25.11.1943)
- комісар держбезпеки (22.08.1944)
- генерал-майор (9.07.1945)

## Нагороди
- орден Леніна (21.02.1945)
- орден Вітчизняної війни 2-го ст. (20.06.1945)
- орден Червоного Прапора (3.11.1944)
- орден Червоної Зірки (21.02.1942)
- сім медалей